# Georgij Gapon
Georgij Apollonovitj Gapon (ryska: Георгий Аполлонович Гапон), född 17 februari (g.s. 5 februari) 1870, död 10 april (g.s. 28 mars) 1906, var en rysk-ortodox präst och politisk arbetarledare före den ryska revolutionen 1905.

## Biografi
Gapon var bondson från guvernementet Poltava, och blev i sin ungdom anhängare av Lev Tolstojs sociala läror. Han blev präst 1893 och genomgick 1898–1903 Sankt Petersburgs teologiska akademi. Från och med 1899 organiserade Gapon de fattigaste bland Sankt Petersburgs arbetare för att skaffa dem hjälp genom den offentliga välgörenheten. Han ägde stor förmåga att elda på sina åhörare med inspirerande tal. Polistjänstemannen Sergej Zubatov anlitade Gapon när han 1902 skulle bilda de första av regeringen godkända arbetarorganisationerna, i syfte att motarbeta den hemliga revolutionspropagandan.
År 1904 kom dock Gapons organisation under allt starkare inflytande av de revolutionära stämningarna. Den 6 januari 1905 strejkade 150 000 arbetare i Sankt Petersburg i elva fackföreningsfilialer. Gapon ledde Sankt Petersburgs största organisation. Han samlade socialistrevolutionärerna och liberalerna under sig. Han framlade då de politiska kraven: sammankalla en konstituerande församling som ska väljas i allmänna, jämlika, direkta och hemliga val; likställ alla ständer och trosbekännelser, släpp alla politiska fångar. Över 100 000 arbetare skrev under petitionen. Den 9 (22) januari 1905 deltog även Gapon i ett fredligt petitionståg till Nikolaj II i Vinterpalatset. Där mottogs petitionen av eldgivande trupper. Gapon, som gick i spetsen för tåget, undgick genom en tillfällighet att dödas vid beskjutningen. Antalet offer är omdiskuterat men Gapon uppger antalet döda till mellan 600 och 900. Efter denna blodiga söndag trädde Gapon i närmare samarbete med de revolutionära organisationerna. År 1905 utkom hans självbiografi. 
Under hösten 1905 återtog Gapon dock samarbetet med regeringen. År 1906 fick han i uppdrag av polisen att utforska namnen på deltagarna i socialrevolutionärernas terroristorganisation. Organisationen avslöjade dock hans dubbelspel och lät omedelbart avrätta honom genom hängning i Pinhas Rutenbergs villa i närheten av Sankt Petersburg. En av de två som genomförde hängningen eller uppmuntrade till den var emellertid Jevno Azef, vilken var en av socialrevolutionärernas ledare, med terrorn som princip. Han avslöjades dock av Vladimir Burtsev som polisagent och provokatör. Han var en av dem som låg bakom organiseringen av avrättningarna av storhertig Sergej, ministern Pleve och en mängd andra. Hängningen av Gapon kan därför ha ytterligare dimensioner.